# Rio Atacatuquini
Rio Atacatuquini är ett vattendrag i Brasilien.   Det ligger i delstaten Amazonas, i den västra delen av landet, 2 400 km väster om huvudstaden Brasília.
I omgivningarna runt Rio Atacatuquini växer i huvudsak städsegrön lövskog. Trakten runt Rio Atacatuquini är nära nog obefolkad, med mindre än två invånare per kvadratkilometer.